# Nedging
Nedging ist ein Dorf in Civil Parish Nedging-with-Naughton im District Babergh in der Grafschaft Suffolk, England. Nedging ist 6,5 km von Hadleigh entfernt. Im Jahr 1931 hatte es eine Bevölkerung von 155 Einwohnern. Nedging wurde 1086 im Domesday Book als Niedinga erwähnt.